# 黒い絵
黒い絵（、スペイン語: Pinturas negras）とは、スペインの画家フランシスコ・デ・ゴヤが、晩年に自身の住居の部屋の壁に描いた一連の絵画の総称。現在はプラド美術館に全点が所蔵されている。

聾者の家における配置図

1819年、ゴヤはマドリード郊外に「聾者の家」（Quinta del Sordo）と通称される別荘を購入し、1820年から1823年にかけて、この家のサロンや食堂を飾るために14枚の壁画を描いた。黒をモチーフとした暗い絵が多いため、上記の名で呼ばれている。特に『我が子を食らうサトゥルヌス』が有名。ゴヤは亡命（1824年）に至るまでの数年間を過ごした。「聾者の家」は、以前の所有者が難聴だったためにそう呼ばれたという。1909年に別荘が取り壊され、壁画が取り外された。  
X線写真で見ると『魔女の夜宴（大雄山羊）』を除く13点には元々、風景画が描かれており、ゴヤ自身が上描きしたことが分かっているが、理由については諸説あり、はっきりとしたことは判っていない。

## ギャラリー

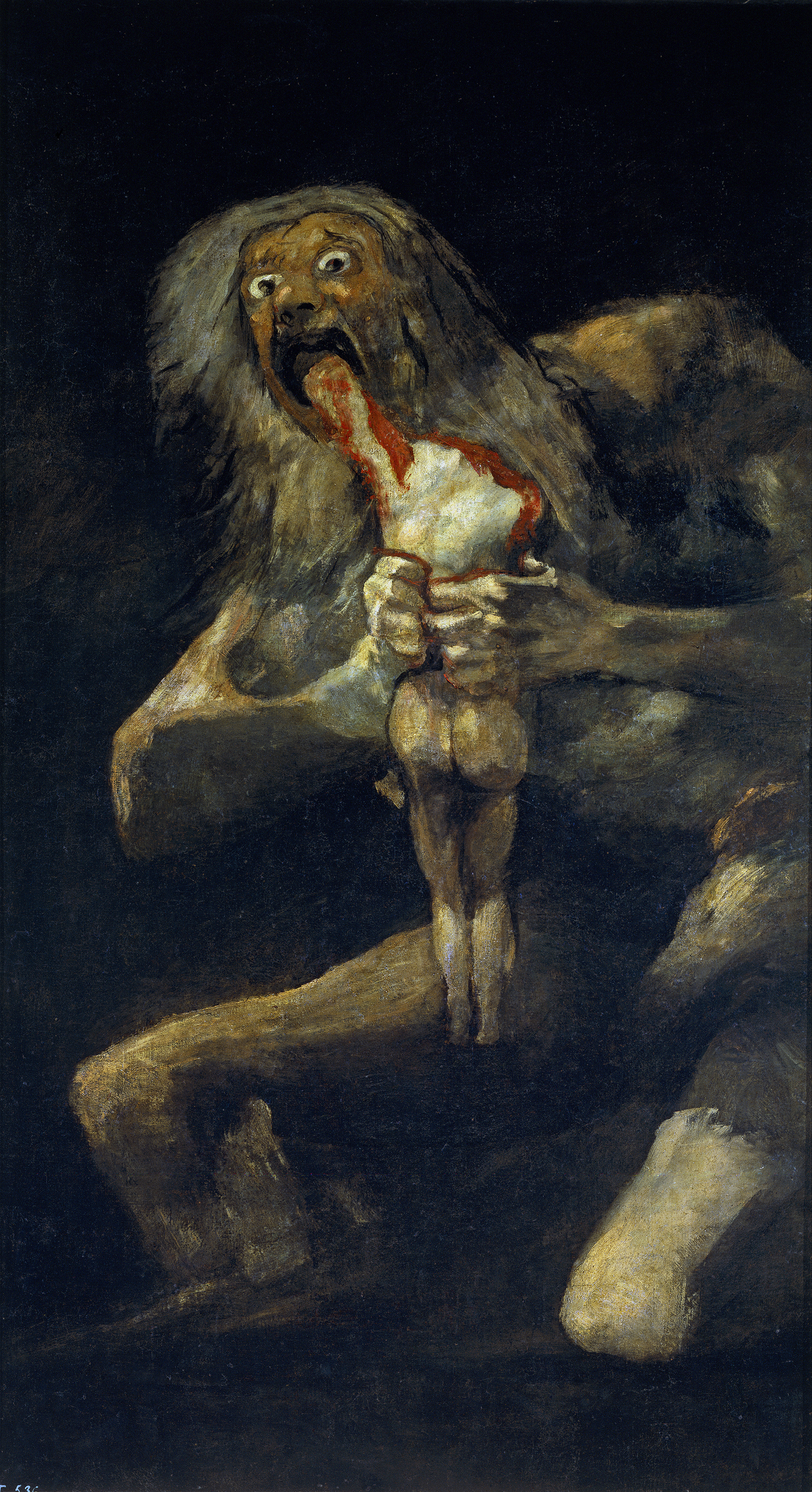
『我が子を食らうサトゥルヌス』
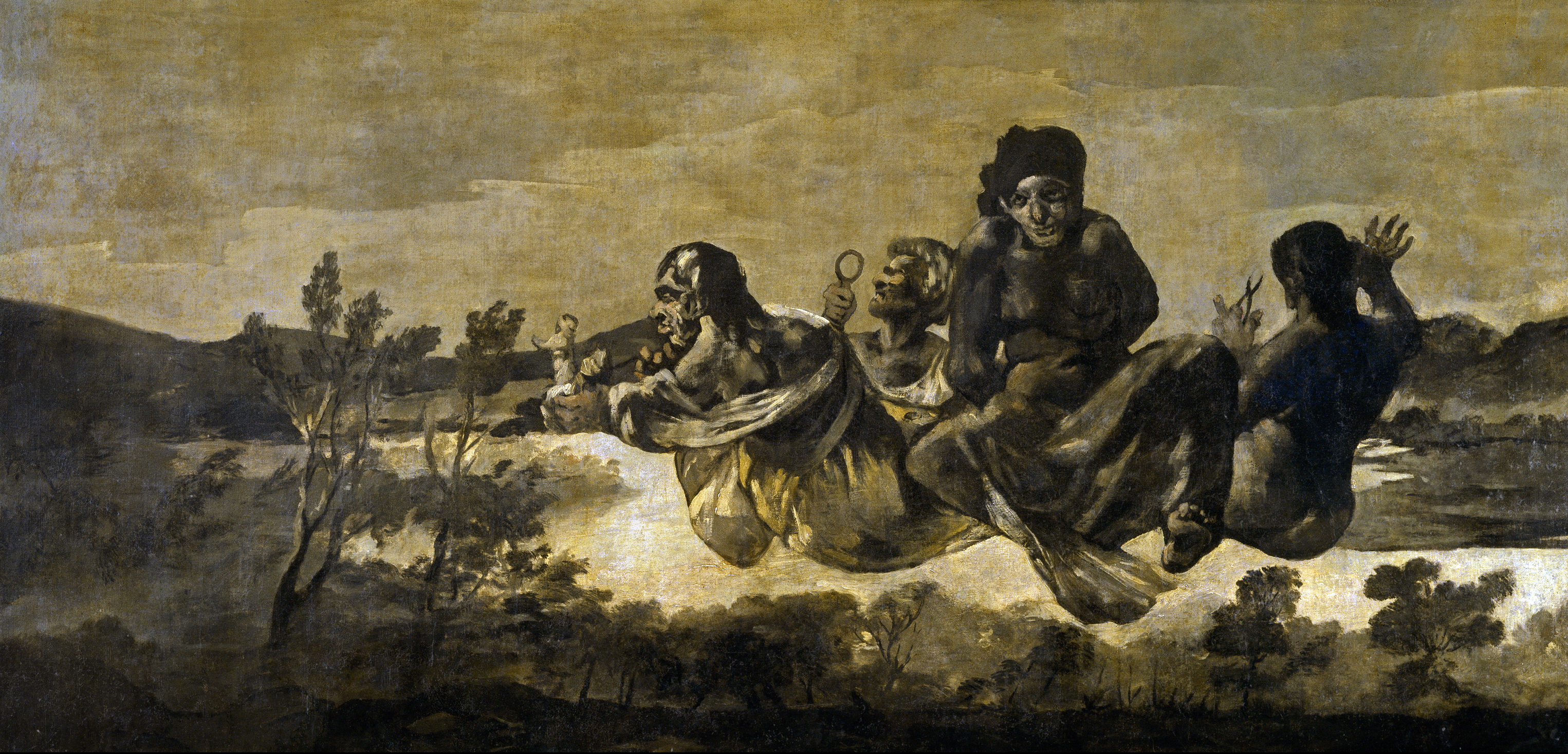
『運命の女神たち』
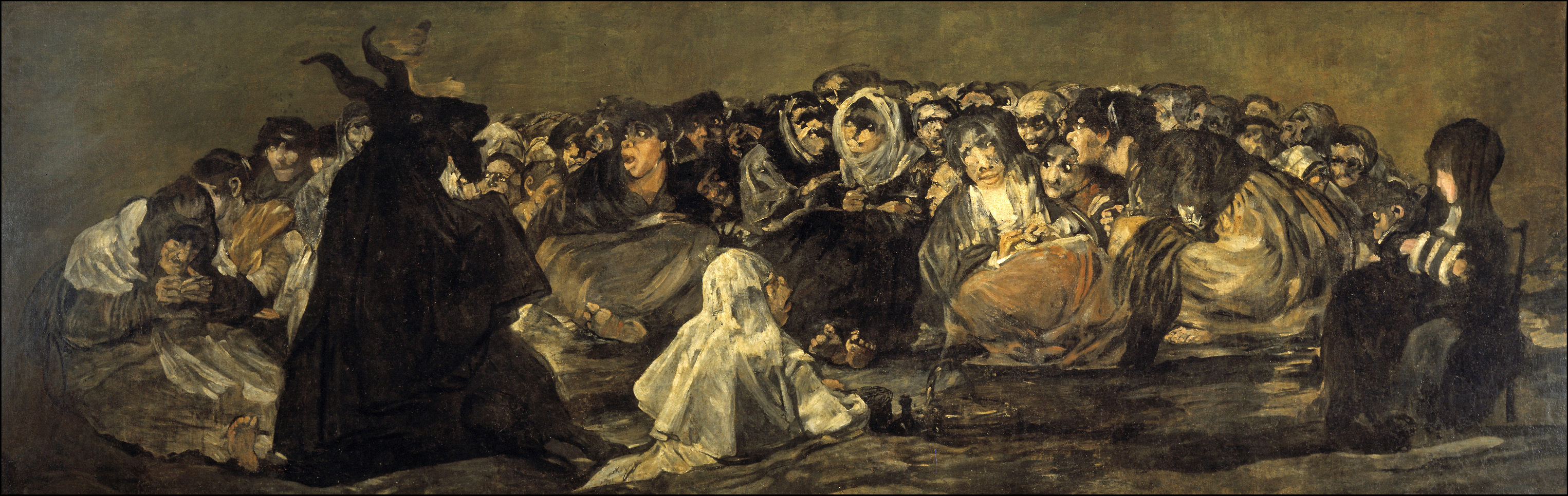
『魔女の夜宴』
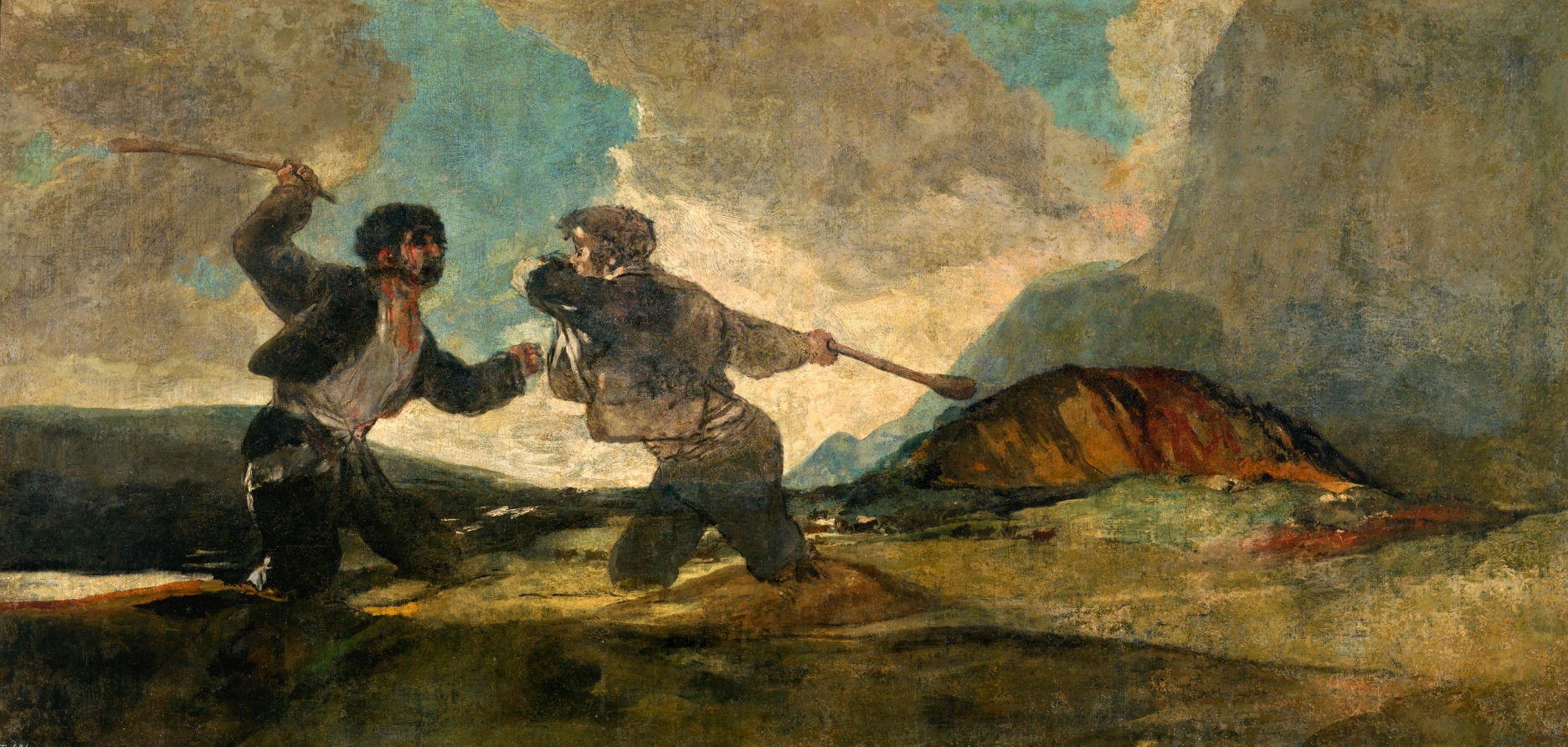
『棍棒による決闘』
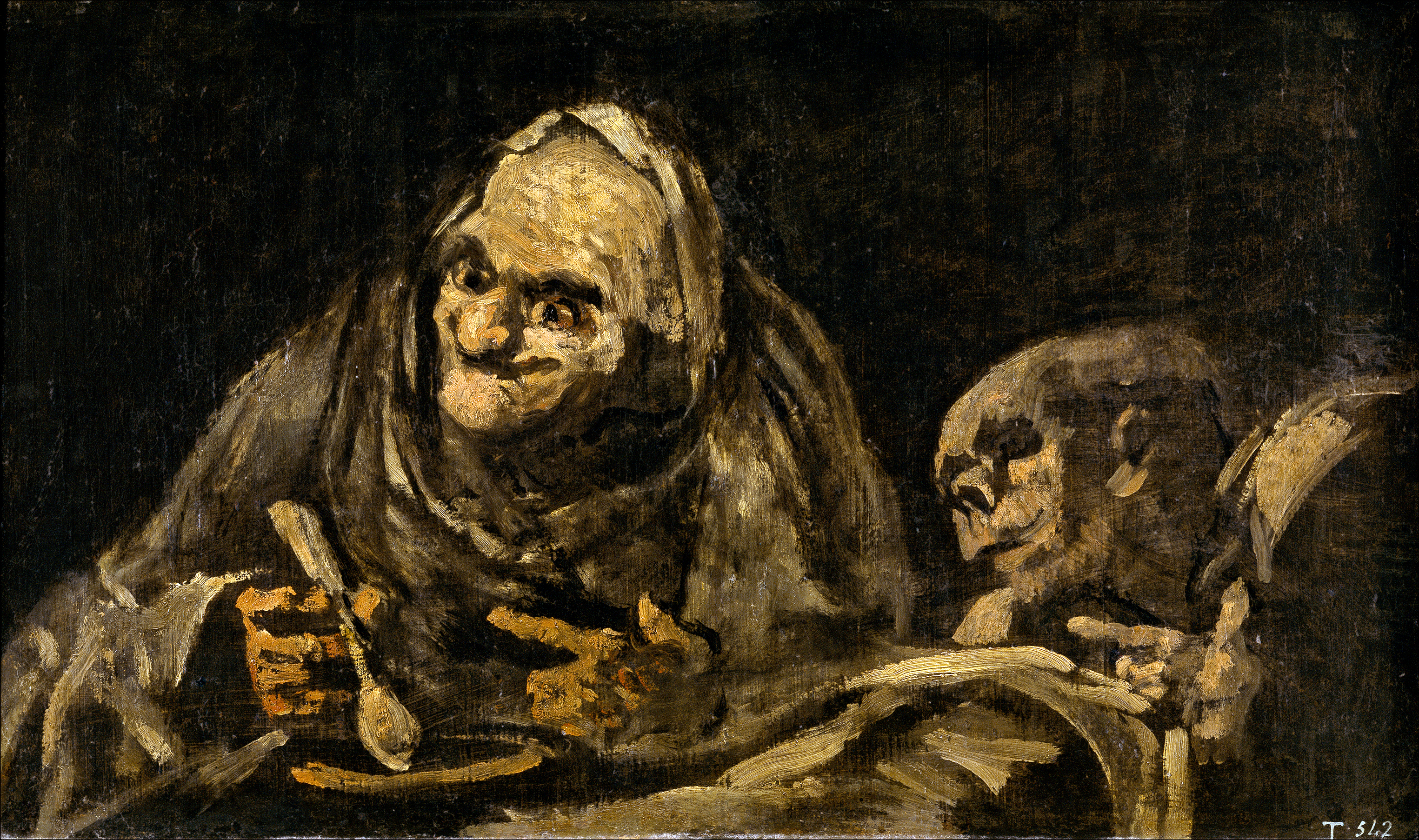
『食事をする二老人（英語版）』
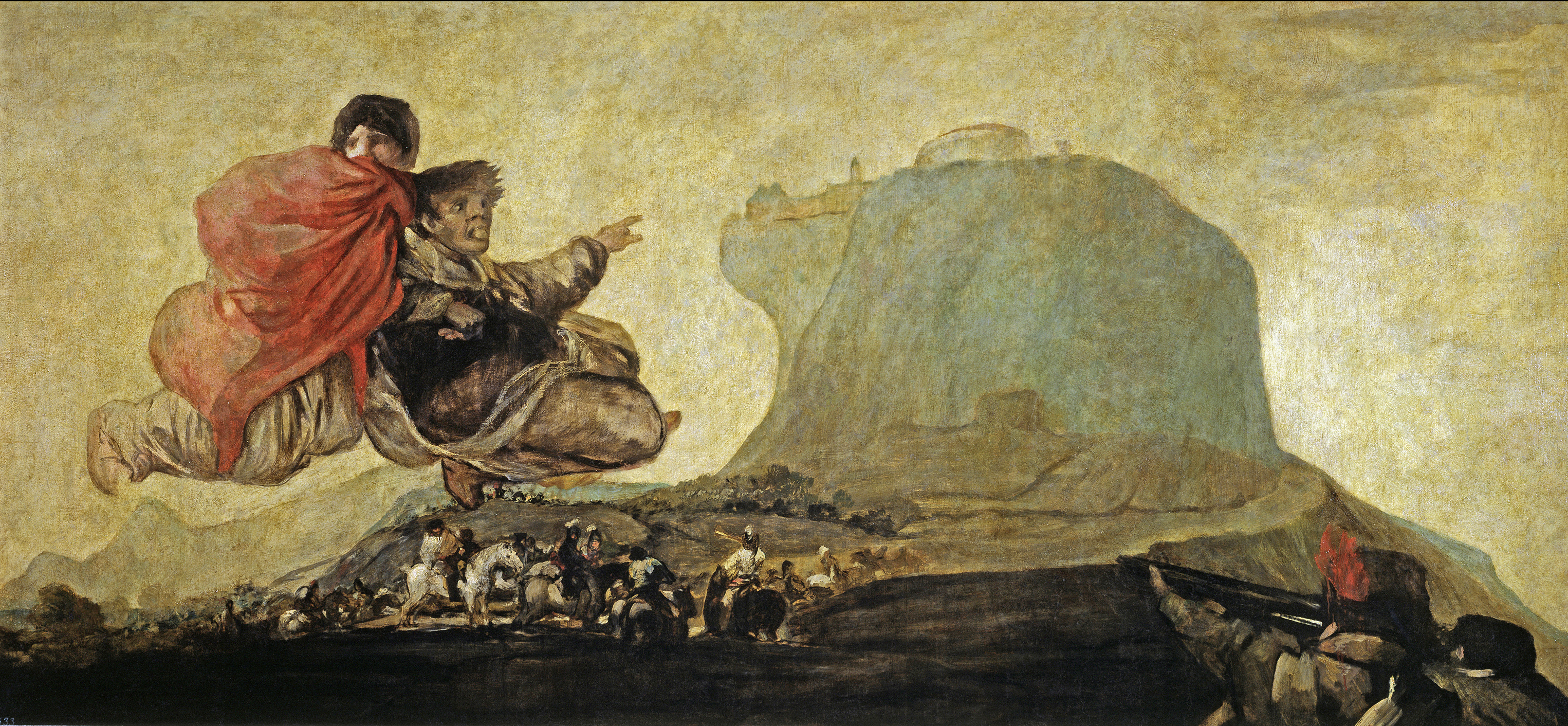
『アスモデウス』
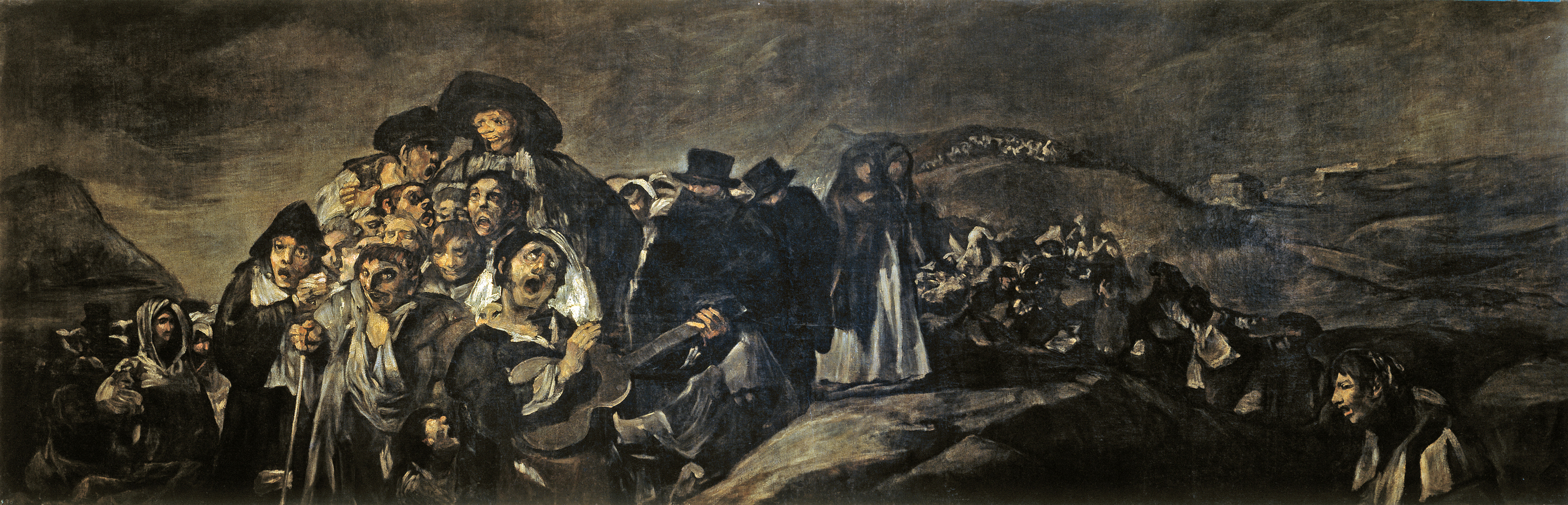
『サン・イシードロの巡礼（英語版）』
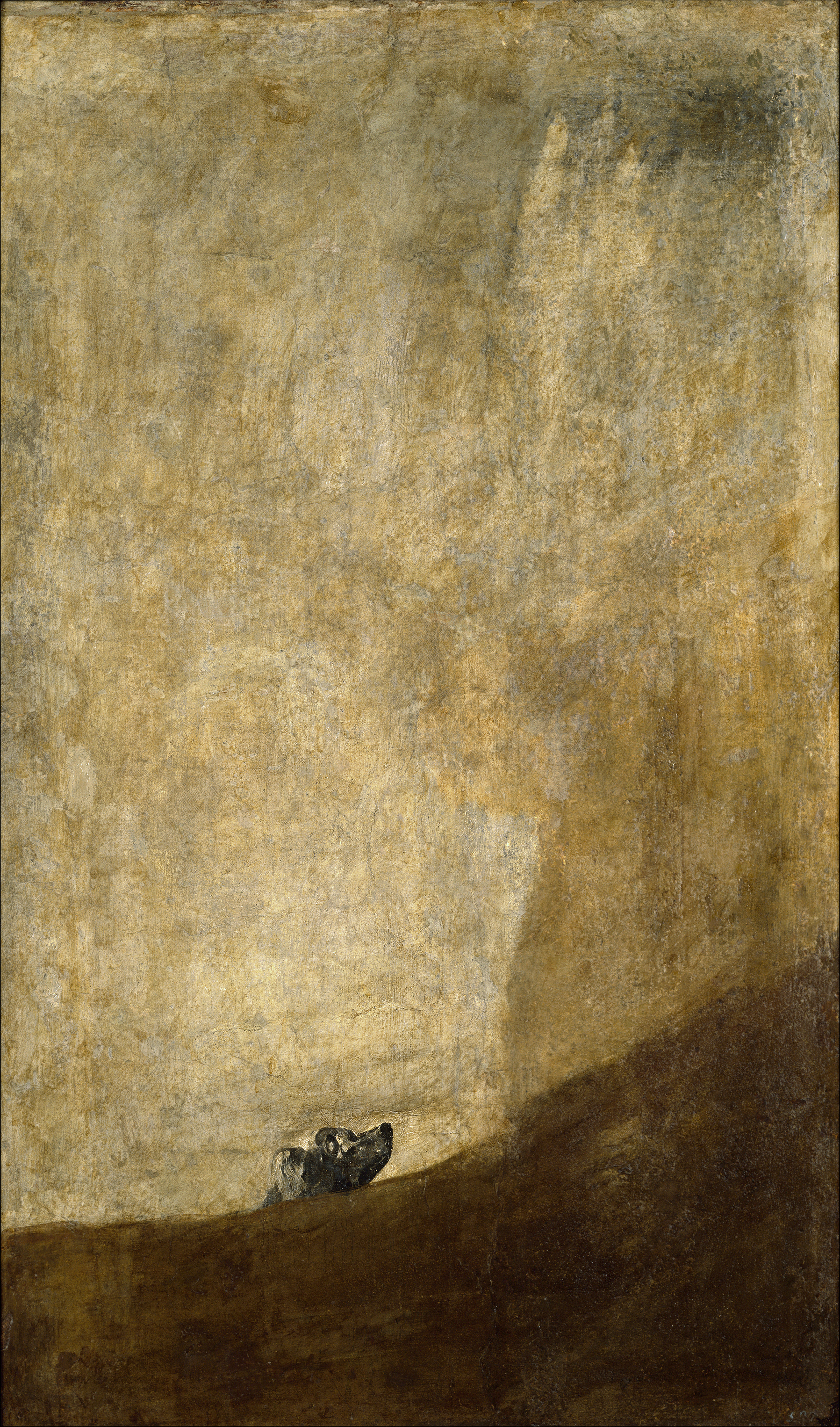
『砂に埋もれる犬』
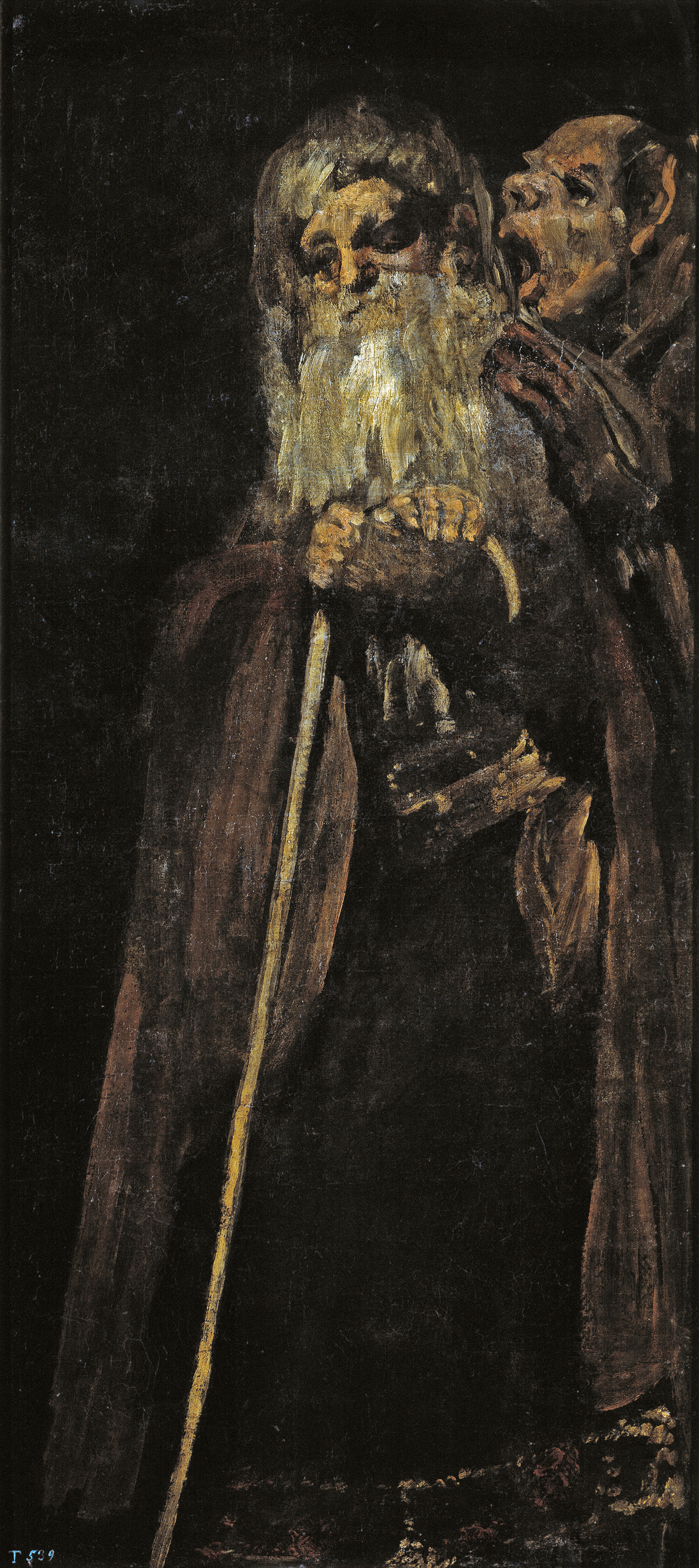
『二人の老人（英語版）』
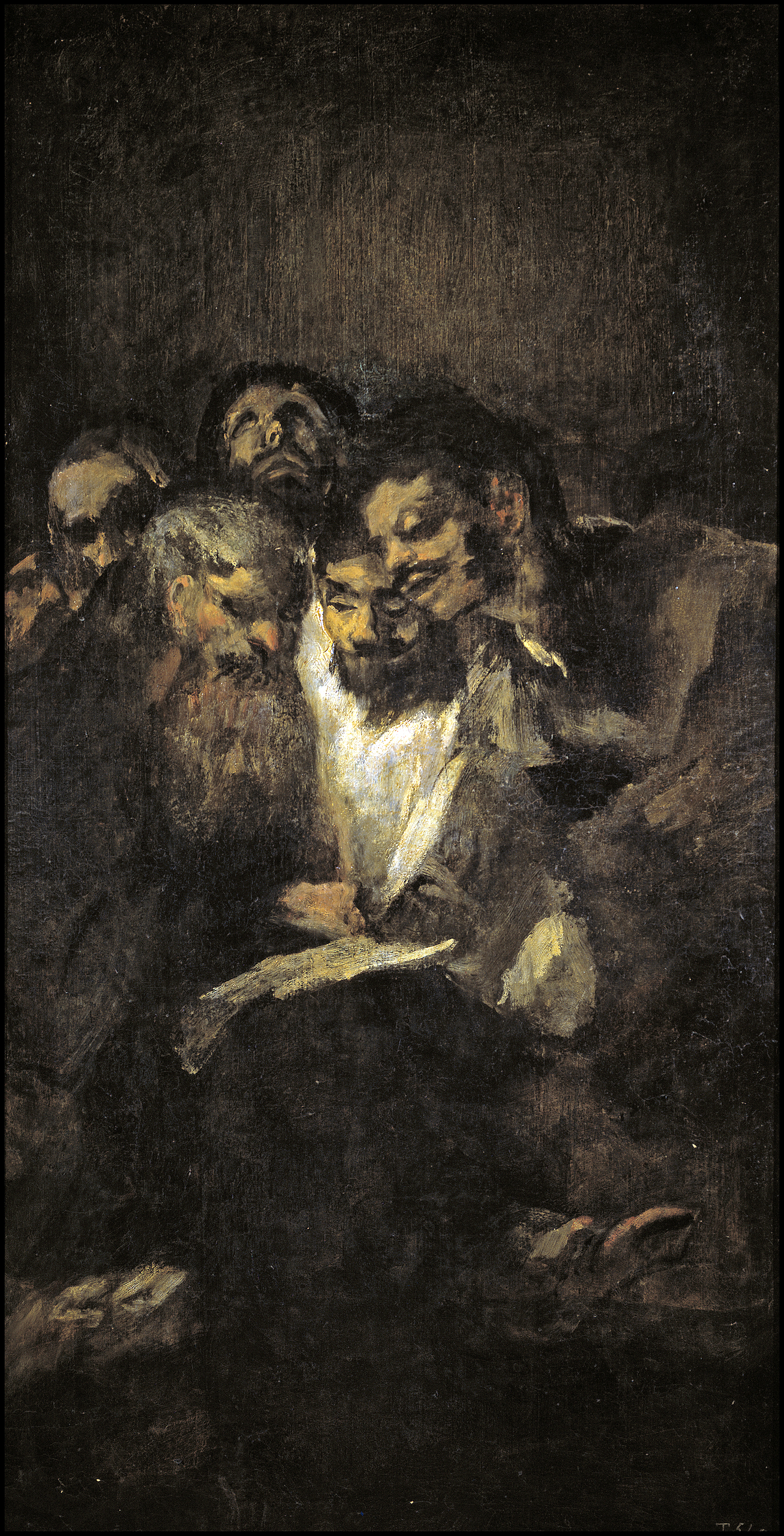
『読書（英語版）』
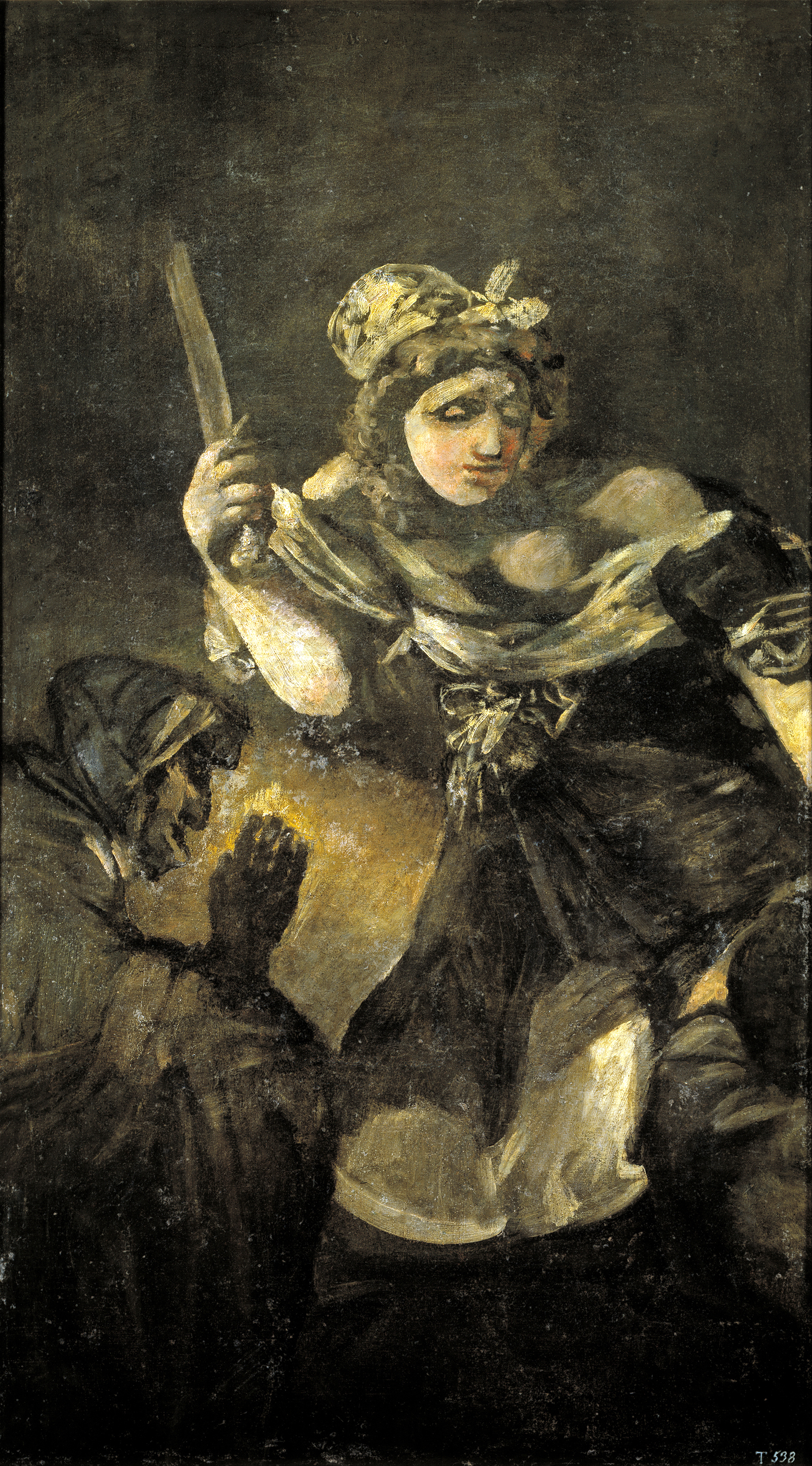
『ユディトとホロフェルネス』
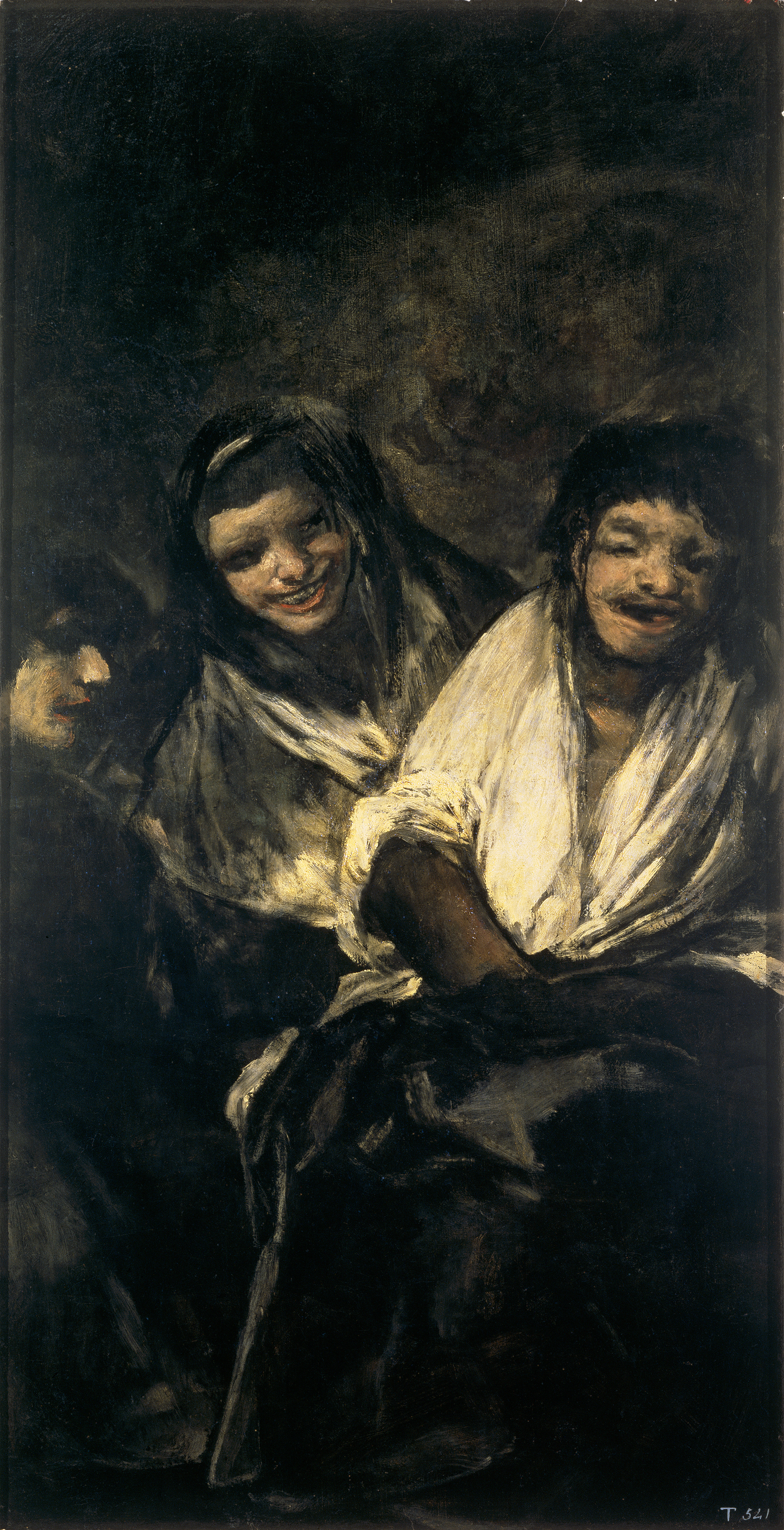
『自慰する男を嘲る二人の女（英語版）』
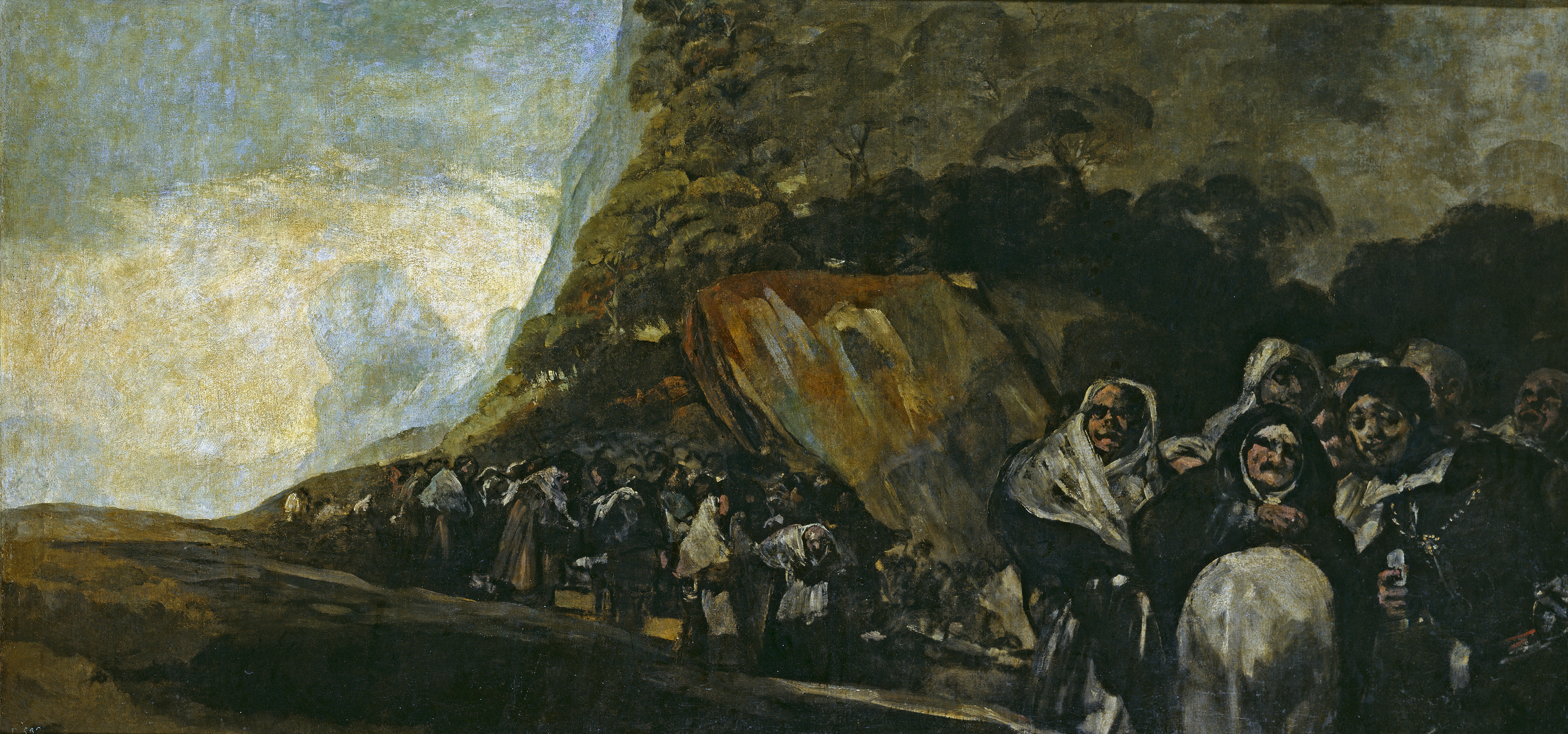
『異端審問（英語版）』
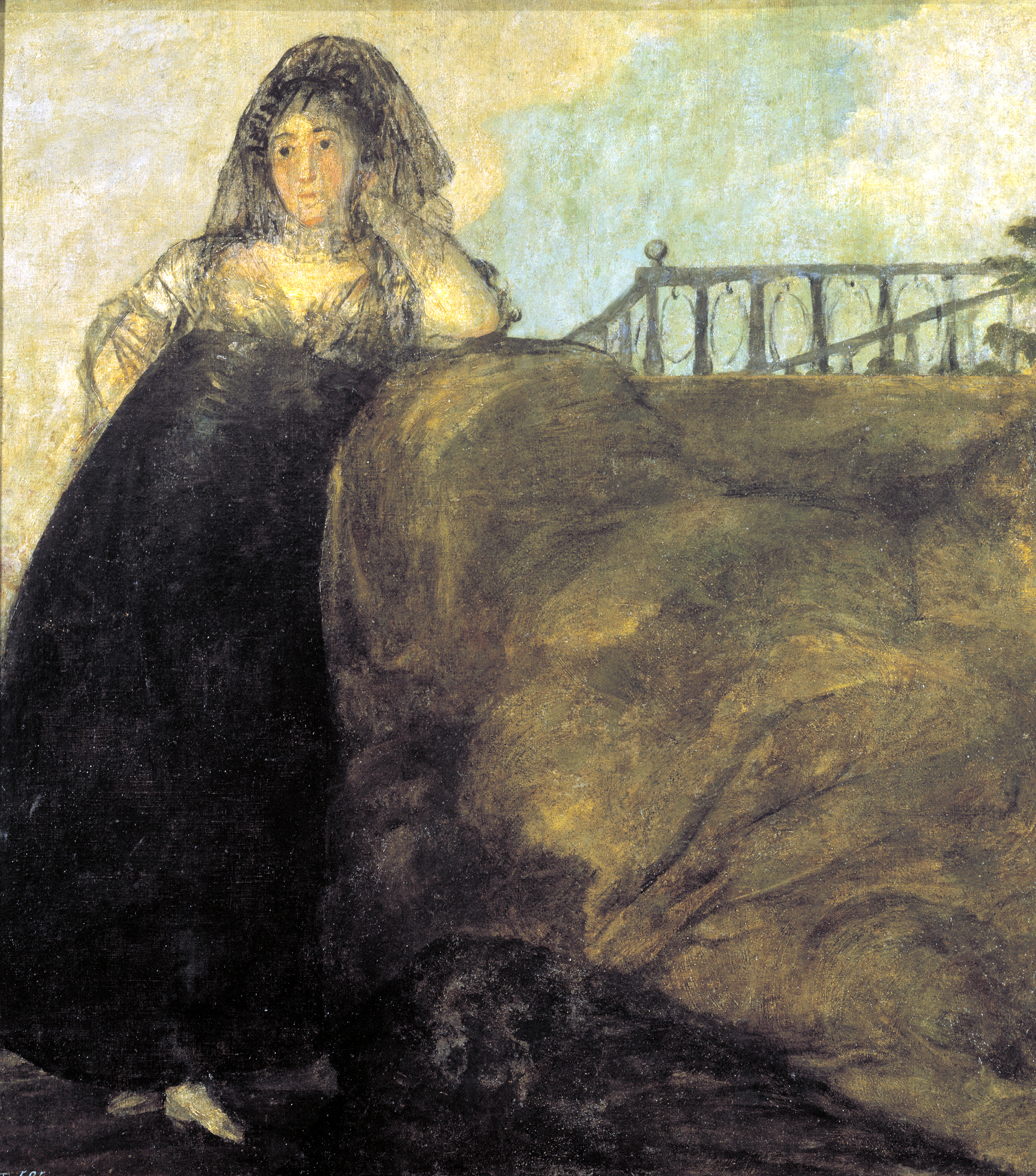
『レオカディア』